# Martinskirche (Unteraltertheim)

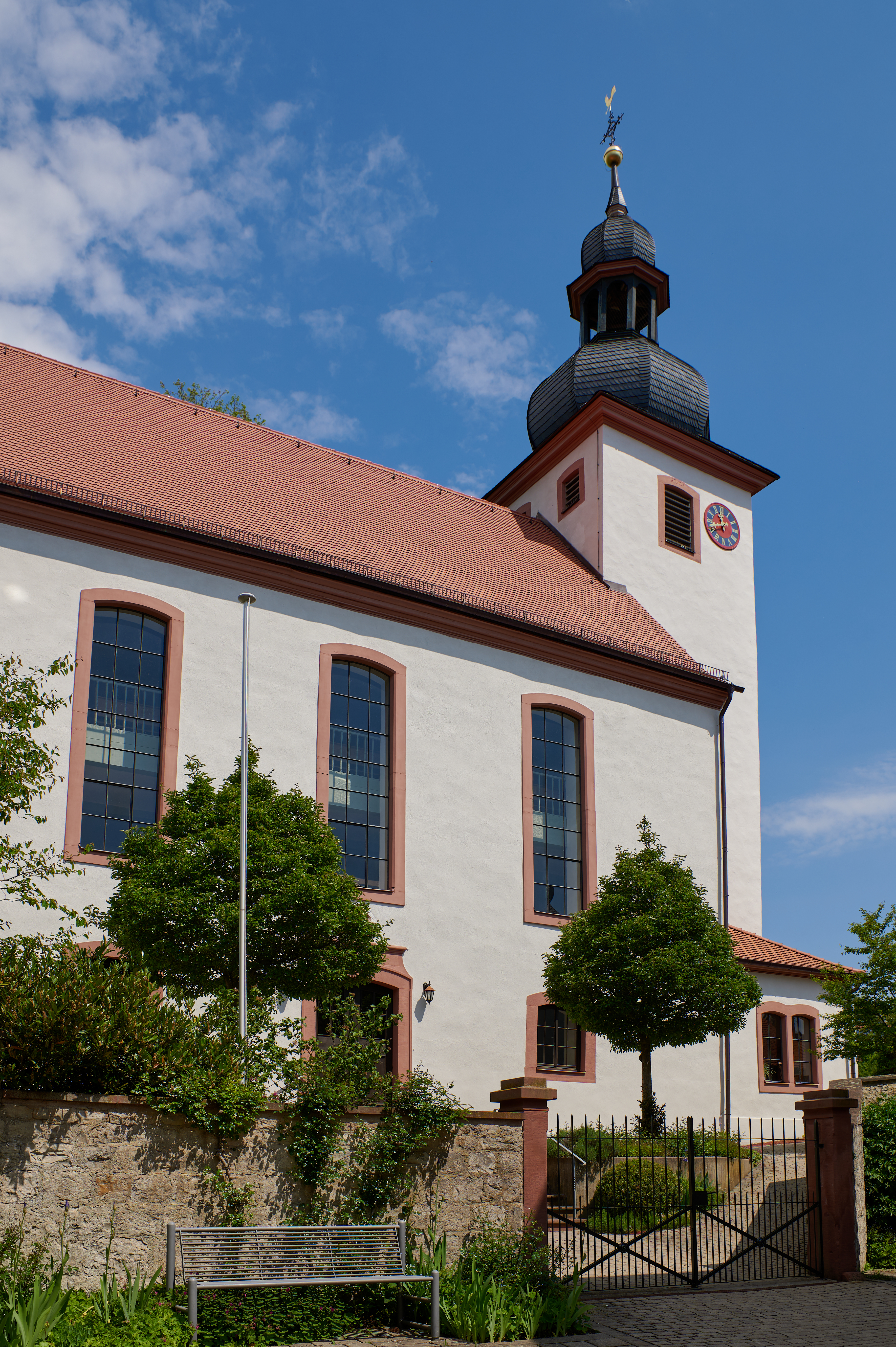
Martinskirche (Unteraltertheim)

Die denkmalgeschützte, evangelisch-lutherische Martinskirche steht in Unteraltertheim, einem Gemeindeteil der Gemeinde Altertheim im Landkreis Würzburg (Unterfranken, Bayern). Die Pfarrkirche ist unter der Denkmalnummer D-6-79-165-8 als Baudenkmal in der Bayerischen Denkmalliste eingetragen. Die Kirchengemeinde gehört zur Pfarrei Oberaltertheim im Dekanat Würzburg im Kirchenkreis Ansbach-Würzburg der Evangelisch-Lutherischen Kirche in Bayern.

## Beschreibung
An den mittelalterlichen Chorturm wurde 1751 das mit einem Satteldach bedeckte Langhaus nach Westen angebaut. Gleichzeitig wurde der Chorturm um ein Geschoss aufgestockt, um die Turmuhr und den Glockenstuhl unterzubringen, und mit einer schiefergedeckten Welschen Haube bedeckt.
Die Orgel mit 13 Registern, 2 Manualen und einem Pedal wurde 1954 von „E. F. Walcker & Cie.“ gebaut.